# The Circus Ace
Pour plus de détails, voir Fiche technique et Distribution.
The Circus Ace est un film américain réalisé par Benjamin Stoloff et sorti en 1927.

## Fiche technique
- Réalisation : Benjamin Stoloff
- Scénario : Jack Jungmeyer
- Production : Fox Film Corporation
- Photographie : Daniel B. Clark
- Durée : 50 minutes
- Date de sortie:
  - États-Unis : 26 juin 1927

## Distribution
- Tom Mix : Tom Terry
- Natalie Joyce : Millie Jane
- Stanley Blystone